# Châtel-de-Joux
Châtel-de-Joux är en kommun i departementet Jura i regionen Bourgogne-Franche-Comté i östra Frankrike. Kommunen ligger i kantonen Moirans-en-Montagne som tillhör arrondissementet Saint-Claude. År 2022 hade Châtel-de-Joux 49 invånare.

## Befolkningsutveckling
Antalet invånare i kommunen Châtel-de-Joux
Referens:INSEE